# Eutemnomastax burri
Eutemnomastax burri är en insektsart som beskrevs av Marius Descamps 1982. Eutemnomastax burri ingår i släktet Eutemnomastax och familjen Eumastacidae. Inga underarter finns listade i Catalogue of Life.